# Пауль Ліпке
Па́уль Лі́пке (30 червня 1870 — 8 березня 1955) — німецький шаховий майстер.

## Життєпис
Пауль Ліпке 1870 року народився в Ерфурті. 1889 року розділив 5-6 місця в Бреслау (6-й конгрес Німецького шахового союзу, Hauptturnier A, переможець — Емануїл Ласкер) і посів 4 місце в Дессау. В 1892 році виграв у Дрездені (7-й конгрес НШС, Hauptturnier A) і посів 2-е в Галле (квадрат). 1893 року посів 3-є в Кілі (8-й конгрес НШС, переможці — Курт фон Барделебен і Карл Август Вальбродт). 1894 року посів 2-е в Лейпцигу (9-й конгрес НШС, переміг Зіґберт Тарраш). 1898 року розділів 8-9-е місця у Відні (Kaiser-Jubiläumsturnier, виграли Тарраш і Пільсбері)
Ліпке рано припинив виступати на турнірах і працював адвокатом у Галле, Саксонія. Помер в Остербурзі, Альтмарк.

## Писилання
- Estimated ranking of Lipke
- Партії Пауля Ліпке  в базі Chessgames